# Mustafa Erhan Hekimoğlu
Mustafa Erhan Hekimoğlu (Estambul, Turquía, 22 de abril de 2007) es un futbolista turco que se desempeña como delantero en el Besiktas de la Super Lig turca.

## Carrera
Mustafa es producto de la cantera del Besiktas. El 30 de noviembre de 2022, firmó un contrato profesional hasta el 2026. Debutó profesionalmente el 14 de diciembre de 2023 en la victoria por 2-0 ante el FC Lugano en la Conference League.
El 17 de febrero de 2025 extendió su contrato hasta el 2028.

## Carrera internacional
Mustafa ha representado a la selección turca en las categorías sub-15, sub-16, sub-17, sub-18 y sub-21.